# Kloster Justemont
Das Kloster Justemont war eine Prämonstratenserabtei in Vitry-sur-Orne (deutsch Wallingen) im Département Moselle in der historischen Region Lothringen. Es wurde Ende des 18. Jahrhunderts aufgehoben. Von den Gebäuden sind nur geringe Reste erhalten.

## Geographie
Das Kloster Justemont lag in einem nördlichen Seitental der Orne, etwa drei Kilometer nördlich des Dorfkerns von Vitry-sur-Orne und elf Kilometer südwestlich von Thionville (Diedenhofen) an der Stelle, wo sich später das landwirtschaftliche Gehöft Justemont (Justberg) befand.

## Geschichte

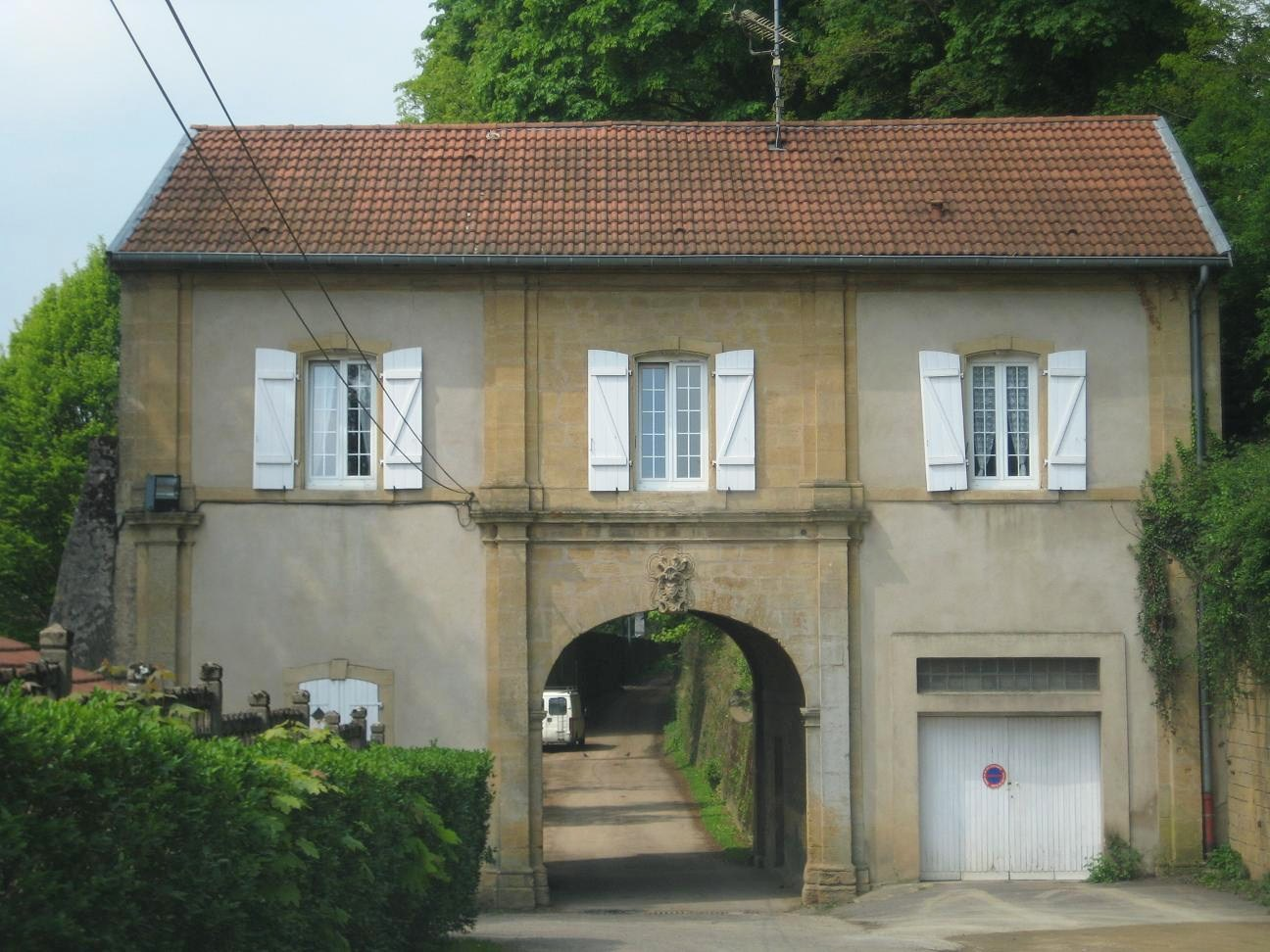
Portal der ehemaligen Klosteranlage Justemont (Aufnahme 2009)

Die Ortschaft Vitry mit der ehemaligen Prämonstratenserabtei Justemont (Justus Mons) gehörte früher zur Grafschaft Bar.
Ursprünglich war das Kloster Justemont eine Benediktinerabtei gewesen, in der einige Einsiedler Zuflucht gefunden hatten, die nach der Regel des Eligius von Noyon lebten. 1124 trat eine Veränderung ein, weil Euphemia von Watronville, Herrin von Beuvange und Schwester des Bischofs Urban von Verdun (1129–1131, † 1149), dem Abt Zacharias des Prämonstratenserklosters Grange aux Dames, dessen Klostergebäude in den Weilern Grand aux Dames und Thury bei dem Dorf La Maxe (Maxe) an der Mosel in einem Überschwemmungsgebiet lagen, hier genügend Land für die Erweiterung zu einer größeren Klosteranlage geschenkt hatte.
Die klösterlichen Wohngebäude im Weiler Grang aux Dames waren Nonnen überlassen worden. Während die Deutschen unter den Prämonstratenser-Mönchen des Konvents Grange aux Dames in Justemont bleiben wollten, strebte ein anderer Teil (les Romans) die Rückkehr nach Thury an. Der Konflikt wurde 1261 durch Teilung der Klostergüter beigelegt.
1192 schenkte Bischof Bertram von Metz der Abtei Justemont zwei Juchart Land bei den Höfen Les Tapes des Dorfs Woippy (Wappingen). Im Jahr 1193 wurde die Abtei Justemont von Graf Robert von Fleurenges, dessen Familie 1136 von Kaiser Lothar III. die Herrschaft und kaiserliche Pfalz Florenges  (Flörchingen) bei Diedenhofen erhalten hatte, und dessen Gemahlin Felix Euphemia begütert.
Von der Familie Fleuranges wurden in Justemont begraben: Robert, Herr zu Emery († 1232), Albrecht und dessen Sohn Hermann, die 1260 als Prämonstratenser in das Kloster eingetreten waren, Philip und seine Gemahlin Lucia, Ancillon und dessen Frau Johanna, Nikolas († 1312), Elisabeth, Ida, Margaretha, Euphemia, Mechthild, Adelheid, Jakob, Herbert, Isembert sowie Philip und Werner.
Im Jahr 1593 wurde das Kloster von protestantischen Truppen geplündert, 1620 nahm das Kloster die Reform des Mönchs Servais de Layriel an. Während des Dreißigjährigen Kriegs hausten hier 1630 schwedische Truppen. 1750 wurde das Kloster aufgrund eines päpstlichen Indults durch den lothringischen Herzog Stanislaus I. Leszczyński in eine Kommende zugunsten des Grafen von Salm verwandelt. Das Kloster Justemont hatte 1790, bevor es während der Französischen Revolution aufgehoben wurde, noch sieben Mönche und Jahreseinkünfte von 16.000 Franc; 1793 wurde es bis auf wenige Mauern zerstört.
Im späten 19. Jahrhundert waren von der alten Abtei kaum noch Überreste vorhanden.
Der Grabstein des Ritters Georg von Lellich und der Altaraufsatz (Retabulum) waren 1794 aus der Abteikirche Justemont nach Reichersberg verbracht worden.